# Magassági betegség

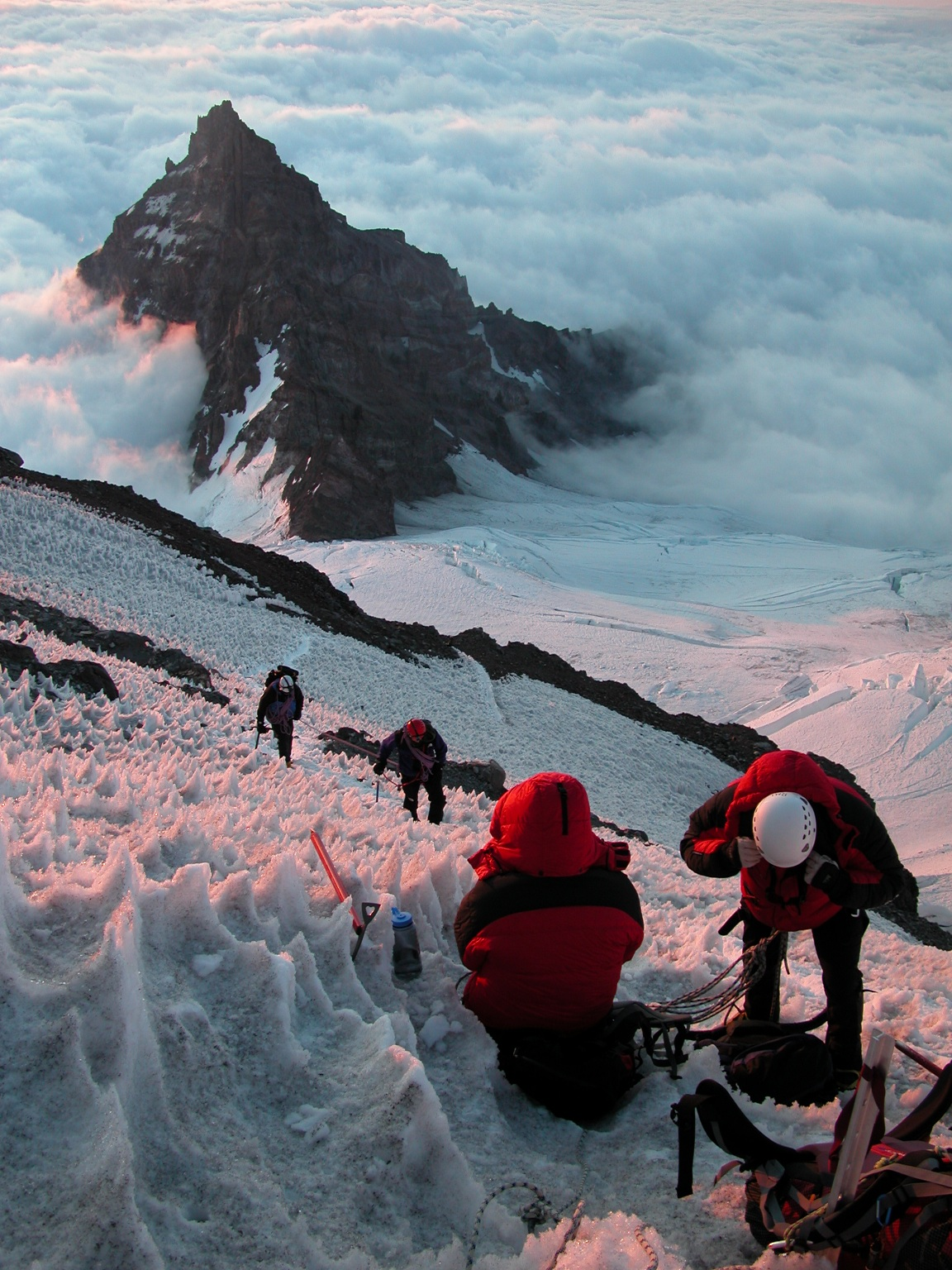
Hegymászók a Mount Rainieren

A nagy tengerszint feletti magasság jelentős hatást gyakorol az emberi szervezetre. Már 2100 méterrel a tengerszint felett elkezd csökkenni a vér oxigénnel való telítettsége. Ehhez az állapothoz az emberi szervezet rövid és hosszú távon képes alkalmazkodni: magasabb területeken emelt légzésszámra, szaporább szívműködésre és az erek kitágulására van szükség. Hosszabb távon a magaslati élőhelyeken élő emberek szervezete megváltozik, vérük több oxigént képes szállítani. Azonban egy adott magasság felett – ezt általában 8000 méter körül adják meg – a levegőben levő oxigén parciális nyomása annyira lecsökken, hogy az emberi szervezet elérkezik alkalmazkodóképessége határához.

## A tengerszint feletti magasság hatásai
Az emberi test legjobban a tengerszinten működik, ahol a légnyomás 101325 Pa vagy 1013,25 millibar (vagyis 1 atmoszféra). A tengerszinten a levegő oxigéntartalma (O2) 20,9%, így az oxigén parciális nyomása kb. 21 kPa. Az egészséges emberi testben ez a nyomás elegendő, hogy a vérben található vastartalmú oxigéntranszport molekula, a hemoglobin reverzibilisen megkösse és a tüdőtől a test többi részébe szállítsa.
A tengerszint feletti magasság növekedésével a légköri nyomás a magassággal exponenciális arányban csökken. A levegő ritkábbá válik, tehát ugyanolyan térfogatú levegőben lévő gázok mennyisége kisebb. Az oxigén nyomása is – a levegőt alkotó többi gázhoz hasonlóan – a magassággal exponenciálisan csökken. Mindeközben az O2 százalékos aránya változatlanul 21% körüli értéken marad (ez mintegy 100 km tengerszint feletti magasságig igaz). Ugyanolyan térfogatú magaslati levegőben tehát kevesebb és kisebb nyomású oxigén van. Összehasonlításul ez a nyomás 5000 méter tengerszint feletti magasságban, a Mount Everesten létrehozott alaptábor magasságán már csak fele a tengerszinten mért nyomásnak, míg a Mount Everest csúcsán már csak harmada. Amikor az oxigén parciális nyomása lecsökken, a megfelelő oxigénellátás érdekében a szervezet megpróbál alkalmazkodni: szaporább lesz a légzés (hogy több levegő és oxigén jusson el a tüdőkbe), felgyorsul a szívműködés (hogy az oxigénnel kevésbé telített vért gyorsabban áramoltassa a tüdők és a test többi része között), kitágulnak az erek (szintén a megnövekedett véráramlás következtében).
Az emberek kb. negyede 2500 méter feletti magasságon különféle tüneteket vehet észre magán a magassághoz történő alkalmazkodás következtében: a legenyhébb tünet a fejfájás, szédülés, gyengeség lehet. Súlyosabb esetben felléphet légszomj, aluszékonyság és az ítélőképesség elvesztése. Az erek kitágulását, a fokozott szívműködést keringési zavar követheti, ami súlyos esetben tüdővizenyőhöz, az agynyomás-fokozódáshoz vezethet. Az idegrendszeri problémák szövődménye szélsőséges esetben az eszméletvesztés, a kóma és a halál.
Az orvostudomány három magaslati régiót különböztet meg, amik az eltérő oxigénkoncentráció miatt más-más hatással vannak és más-más kezelést igényelnek:
- nagy magasság – 1500–3500 m között
- nagyon nagy magasság – 3500–5500 m között
- extrém magasság – 5500 m felett

Mindhárom magaslati régióban való utazás, tartózkodás egészségügyi problémákat, a magaslati betegség tüneteit eredményezheti, a fejfájástól a magaslati tüdővizenyőig (high altitude pulmonary edema, HAPE) és agyödémáig (high altitude cerebral edema, HACE). Minél nagyobb a tengerszint feletti magasság, annál nagyobb a súlyos szövődmények kialakulásának veszélye.
Az emberi szervezet alkalmazkodóképességét jelzi, hogy a Mount Everesten 5950 m magasságban (475 millibar légköri nyomáson) két évig éltek hegymászók, de feltehetően ez lehet a hosszútávú alkalmazkodás felső határa. Ennél magasabban, 7500 m felett (383 millibar nyomás alatt), az alvás nehéz, az étel megemésztése szinte lehetetlen, és a tüdő- vagy agyödéma veszélye fokozottan nő.

### Halálzóna

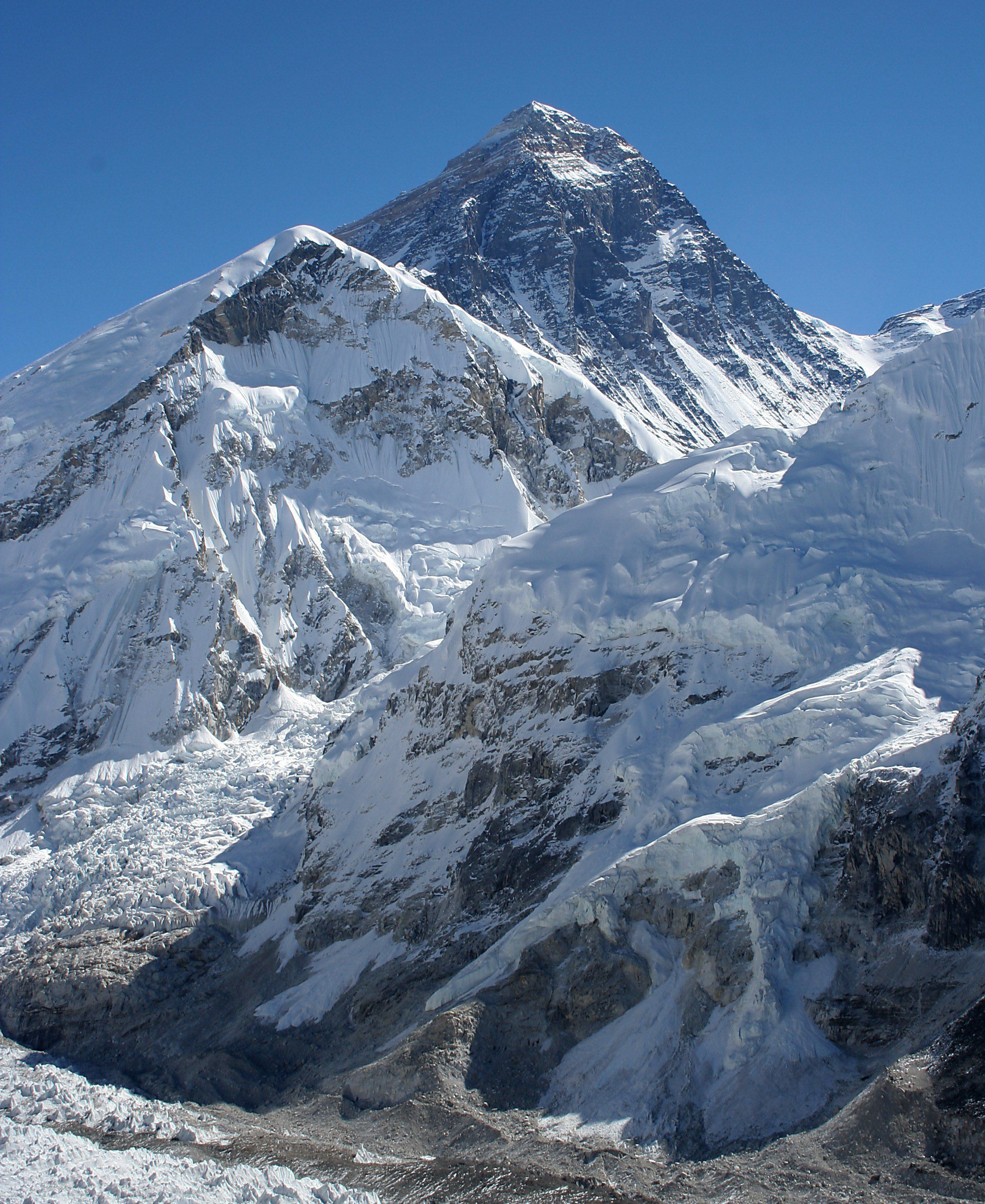
A Mount Everest csúcsa

A hegymászók körében „halálzónának” nevezett magasságban az oxigén nyomása annyira lecsökken, hogy az emberi test nem képes működni. A zóna legalacsonyabb pontját általában 8000 m-re (356 millibar légköri nyomás) teszik. A magashegyi hegymászók körében bekövetkezett halálesetek nagy részét a halálzónában fellépő tünetek okozzák, vagy közvetlenül (a szervezet nem képes tovább működni) vagy közvetve (a stressz miatt rossz döntéseket hoznak vagy a fizikai gyengeség, rosszullét miatt baleseteket szenvednek). A halálzónához az emberi szervezet mai ismeretek szerint nem képes alkalmazkodni: a test gyorsabban éli fel oxigéntartalékait, mint ahogyan azt a levegőből pótolni tudja. Huzamosabb tartózkodás a halálzónában kiegészítő oxigénforrás nélkül, a szervezet működésének zavaraihoz, eszméletvesztéshez és végül halálhoz vezet.
A halálzóna kifejezést egy svájci orvos, Edouard Wyss-Dunant használta 1952-ben megjelent The Mountain World című művében.

## A magassághoz való hozzászokás
Az emberi test közép-hosszú idő alatt alkalmazkodni tud a nagy magassághoz. A rövid távú akklimatizálódást a vér oxigénszintjének csökkenésére érzékeny karotisztestek jelzésére bekövetkező légzésszám-emelkedés, a hiperventiláció oldja meg. A hiperventiláció azonban a légúti alkalózis káros hatását is okozza, gátolva a légzőközpont légzésszámának szükséges mértékű emelkedését. Ennek képtelenségét okozhatja a karotisztestek nem megfelelő válaszreakciója, esetleg tüdő- vagy vesebetegség.
Ezenkívül nagy magasságban a pulzusszám növekedésével a perctérfogat kissé csökken; és a nem alapvető testfunkciók hátterbe szorulnak, az emésztés hatékonysága csökken (mivel a szervezet elnyomja az emésztőrendszert a szív–tüdő-tartalékok növelése érdekében). A teljes akklimatizációhoz napok vagy akár hetek is szükségesek. A szervezet fokozatosan kompenzálja a légúti alkalózist a hidrogén-karbonátok vesén keresztül történő kiválasztásával, lehetővé téve a megfelelő légzést, hogy oxigént biztosítson az alkalózis kockázata nélkül. Körülbelül négy napig tart bármely magasságban. Az acetazolamid ezt a hatást még jelentősen fokozza.
Végül a szervezet alacsonyabb tejsavtermelést mutat (mivel a glükóz csökkent lebontása csökkenti a képződött laktát mennyiségét), csökken a vérplazma térfogata, nő a hematokritérték (policitémia), megnövekedik vörösvérsejt-tömeg, a kapillárisok magasabb koncentrációja a vázizom szövetekben, megnövekedett mioglobin, megnövekedett mitokondrium, megnövekedett aerob enzimkoncentráció, a 2,3-biszfoszfoglicerát növekedése, hipoxiás pulmonalis érszűkület és jobbkamrai hipertrófia.
A nagy magassághoz való teljes hematológiai alkalmazkodás akkor érhető el, amikor a vörösvértestek számbeli növekedése elér egy platót és megáll. Ezt követően az alany az extrém magasság 5500 méter alatt képes úgy végezni tevékenységeit, mintha tengerszinten lenne. A teljes hematológiai adaptáció hosszát a kilométerben mért magasság 11,4 nappal való megszorzásával közelíthetjük meg. Például a 4000 méteres magassághoz való alkalmazkodás körülbelül 46 napot igényel. Az alkalmazkodási idő semmilyen meghosszabbítása nem teszi lehetővé emberek számára, hogy tartósan 5950 m felett éljenek.